# Morpho thiasus
Morpho thiasus är en fjärilsart som beskrevs av Hans Fruhstorfer 1912. Morpho thiasus ingår i släktet Morpho och familjen praktfjärilar. Inga underarter finns listade i Catalogue of Life.